# 片桐圭一
片桐 圭一（かたぎり けいいち、1954年4月3日 - ）は、日本の歌手。

## 来歴
学生時代は柔道をやっていたが足のケガもありその道を断念する。その頃にギターを手にし自分で作詞、作曲を行い始め音楽の道へ進む。アルバイトで弾き語りを行っていたところ日本学生サーフィン連盟の関係者から依頼され『LONELY SURFER（ロンリー サーファー）』を作成する。松原正樹による演奏とアレンジの協力を経てCBS・ソニーでKONA WINDSとして録音が行われた。しかし、CBS・ソニーからデビューにはまだ早いと言われたため友人を集めて「GORO激写サウンドコンテスト」へ出場しグランプリを獲得する。この時CBS・ソニーから正式デビューの依頼が来たものの手の平を返したような態度が気に入らなかったため応えなかった。その後ビクター音楽産業の関係者から誘われデビューすることになる。
1981年、4人組サーフ・ロックバンドブルート・イースト・ファミリーのボーカルとしてデビュー。同年に映画『死亡の塔』の主題歌を担当。グループ解散後はソロでの活動を行う。1980年代前半に主にアニメソングで活躍した。
2021年の時点で、御茶ノ水でボイストレーナーをしている:65。
一部の楽曲で用いられたはせもとひろという名義は自身の弟と、その友人の名前から取ったものだと答えている。
『亜空大作戦スラングル』の2代目エンディングテーマである「はるかな友よ」も当初は片桐によるレコーディングが行われていたものの移籍したばかりの事務所とレーベル側でトラブルになったため急遽、飯野茂一に変更されたと語っている。また1984年に放映された『巨神ゴーグ』の主題歌もレコーディングしたもののレーベル側の事情により採用されなかったと答えている。

## 代表曲

### ブルート・イースト・ファミリー時代の楽曲
- 『ヘイ！ミス・グッフィ』
- 『ソルティー・ナイト・カーニバル』
- 『ひとりロンリネス』
- 『フィーリング・ダル』
- 『リンダのリズムが聞こえるかい』
- 『ライディング・ダンス』
- 『サーフ・シティ・ブルース』
- 『レイジー・ロックンロール』
- 『もう一度』
- 『マイ・グッド・フレンド・オーシャン』

### 映画
- 『アローン・イン・ザ・ナイト』（「死亡の塔」主題歌）[注釈 1]
- 『フォールン・ヒーローズ』（「死亡の塔」挿入歌）[注釈 1]
- 『純情ストリート』（「世界最強のカラテ キョクシン」主題歌）
- 『アゲイン』（「世界最強のカラテ キョクシン」挿入歌）

### アニメ
- 『亜空大作戦のテーマ』[3]:52（「亜空大作戦スラングル」初代オープニングテーマ）
- 『FIGHTING ON』（「亜空大作戦スラングル」二代目オープニングテーマ）[注釈 2]
- 『夢操作P.M.P.1』[3]:65（「プラレス3四郎」オープニングテーマ）
- 『クラフト・ラブ』[3]:65（「プラレス3四郎」エンディングテーマ）

### CM
- 『Summertime Memory』（常盤薬品工業「ビタシーZ」）

### その他
- 『LONELY SURFER（ロンリー サーファー）』（「日本学生サーフィン連盟」イメージソング）[注釈 3]

### カバー
- 『漂流～スカイハリケーン～』（「超時空世紀オーガス」オープニングテーマ）[注釈 2]

## 楽曲提供
- レーサー - 生沢佑一